# Erebia transsylvanica
Erebia transsylvanica är en fjärilsart som beskrevs av Hans Rebel 1908. Erebia transsylvanica ingår i släktet Erebia och familjen praktfjärilar. Inga underarter finns listade i Catalogue of Life.